# Mycomya lanei
Mycomya lanei är en tvåvingeart som beskrevs av Coher 1950. Mycomya lanei ingår i släktet Mycomya och familjen svampmyggor. Inga underarter finns listade i Catalogue of Life.